# Liberales (Italia)
Los Liberales (en italiano: Liberali) fue una alianza política formada en los primeros años del siglo XX por el Primer Ministro italiano y líder de la Izquierda histórica Giovanni Giolitti. La alianza se formó cuando la izquierda y la derecha se fusionaron en una única coalición centrista y liberal que dominó en gran medida el Parlamento italiano.

## Historia
Los orígenes del liberalismo en Italia se encuentran en la Derecha histórica, grupo parlamentario formado por Camillo Benso, conde de Cavour en el Parlamento del Reino de Cerdeña tras la revolución de 1848. El grupo era moderadamente conservador y apoyaba el gobierno centralizado, el sufragio restringido, los impuestos regresivos y el libre comercio. Dominaron la política después de la unificación italiana en 1861, pero nunca formaron un partido, basando su poder en el Sufragio censitario y el voto uninominal. La derecha se opuso a la más progresista Izquierda histórica, que derrocó al gobierno de Marco Minghetti durante la llamada Revolución Parlamentaria de 1876, que llevó a Agostino Depretis a convertirse en Primer Ministro. Sin embargo, Depretis inmediatamente comenzó a buscar apoyo entre los parlamentarios de derecha, que cambiaron rápidamente de posición, en un contexto de corrupción generalizada. Este fenómeno, conocido en italiano como trasformismo (El primer ministro Giovanni Giolitti fue representado como un camaleón en un periódico satírico.), eliminó efectivamente las diferencias políticas en el Parlamento, que estaba dominado por un bloque liberal poco distinguido con una mayoría aplastante hasta después de la Primera Guerra Mundial. Dos facciones parlamentarias se alternaron en el gobierno, una dirigida por Sidney Sonnino y la otra, como mucho la más grande de las dos, por Giolitti. En ese momento, los liberales gobernaron en alianza con los radicales, los demócratas y, finalmente, los socialistas reformistas. Esta alianza gobernó contra dos opositores más pequeños, a saber, Los Clericales compuestos por algunos políticos orientados a la Santa Sede y El Extremo, formado por la facción socialista que representaba una izquierda real en un concepto actual.

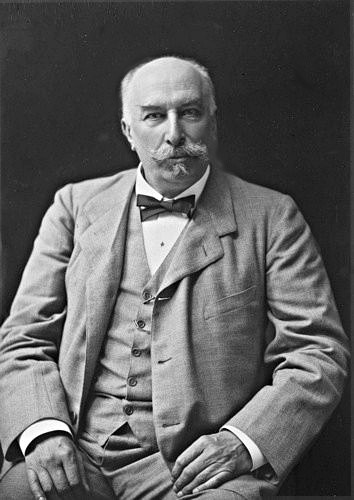
Giovanni Giolitti, líder histórico de los Liberales

Giolitti fue un maestro en el arte político del trasformismo, el método de hacer una coalición centrista flexible de gobierno que aisló los extremos de la izquierda y la derecha en la política italiana después de la unificación. Bajo su influencia, los liberales no se desarrollaron como un partido estructurado. En cambio, eran una serie de agrupaciones personales informales sin vínculos formales con circunscripciones políticas. El período comprendido entre el comienzo del siglo XX y el comienzo de la Primera Guerra Mundial, cuando fue Primer Ministro y Ministro del Interior de 1901 a 1914 con solo breves interrupciones, a menudo se denomina Era Giolittiana.
Un liberal de izquierda con fuertes preocupaciones éticas, los períodos de Giolitti en el cargo se destacaron por la aprobación de una amplia gama de reformas sociales progresistas que mejoraron el nivel de vida de los italianos comunes, junto con la promulgación de varias políticas de intervención gubernamental. Además de implementar varias tarifas, subsidios y proyectos gubernamentales, Giolitti también nacionalizó los operadores privados de telefonía y ferrocarriles. Los defensores liberales del libre comercio criticaron el Sistema Giolittiano, aunque el propio Giolitti vio el desarrollo de la economía nacional como algo esencial en la producción de riqueza.
En las elecciones generales de 1913, los Liberales fueron votados por más de dos millones de personas, con el 47,6% de los votos y obteniendo 270 de los 508 escaños, convirtiéndose así, por mucho, en el primer partido del país. Bajo la presidencia de Antonio Salandra, miembro de la facción derechista de los Liberales, Italia declaró la guerra a Austria-Hungría y Alemania en 1915, entrando en la Primera Guerra Mundial. Esta decisión fue contraria al pensamiento del líder liberal Giolitti, quien era un firme partidario de la neutralidad. En 1917, un miembro de la izquierda del partido, Vittorio Emanuele Orlando, fue nombrado primer ministro y durante su gobierno Italia derrotó a Austria, lo que le valió el título de primer ministro de la Victoria.
Al final de la Primera Guerra Mundial, se introdujeron el sufragio universal y la representación proporcional. Estas reformas causaron grandes problemas a los Liberales que se vieron incapaces de detener el surgimiento de dos partidos de masas, el Partido Socialista Italiano y el Partido Popular Italiano, que habían tomado el control de muchas autoridades locales en el norte de Italia incluso antes de la guerra. La particularidad italiana fue que, aunque el partido católico se opuso a los socialistas de acuerdo con los estándares europeos, también contrastaba con los liberales y, en general, con la derecha bajo las consecuencias de la toma de Roma y las luchas entre la Santa Sede y el estado italiano que los Liberales habían gobernado durante más de cincuenta años. Las elecciones generales de 1919 vieron el éxito del Partido Socialista liderado por Filippo Turati, que obtuvo el 32,3% de los votos. Los Liberales de Giolitti quedaron en quinto lugar, con el 8,6% de los votos y 41 escaños, detrás del Partido Popular Italiano de Don Luigi Sturzo, con el 20,5%. El Parlamento se dividió así en tres bloques diferentes con una enorme inestabilidad, mientras que los socialistas y los fascistas en ascenso fueron instigadores de la violencia política en lados opuestos.
En esta situación caótica, los Liberales fundaron el Partido Liberal Italiano en 1922, que se unió a una alianza liderada por fascistas y formaron una lista conjunta para las elecciones generales de 1924, transformando a los fascistas de una pequeña fuerza política en un partido de mayoría absoluta. Aunque prohibido por Benito Mussolini en 1925, muchos viejos políticos liberales obtuvieron puestos políticos prestigiosos pero no influyentes, como escaños en el Senado, que fue despojado de todo poder real por las reformas fascistas.

## Resultados electorales
| Cámara de Diputados |                 |      |         |     |                   |
| Año electoral       | Votos           | %    | Escañon | +/− | Líder             |
| 1913                | 2.387.947 (1.º) | 47,6 | 270/508 | –   | Giovanni Giolitti |
| 1919                | 490.384 (5.º)   | 8,6  | 41/508  | 229 | Giovanni Giolitti |